# Enriqueta María de Brandeburgo-Schwedt
Enriqueta María de Brandeburgo-Schwedt (en alemán, Henriette Marie von Brandenburg-Schwedt; Berlín, 2 de marzo de 1702-Köpenick, 7 de mayo de 1782) fue una nieta del "Gran Elector" Federico Guillermo de Brandeburgo. Ella era hija del margrave Felipe Guillermo de Brandeburgo-Schwedt (1669-1711), el hijo mayor del segundo matrimonio del elector con Sofía Dorotea de Schleswig-Holstein-Sonderburg-Glücksburg. Su madre fue Juana Carlota (1682-1750), hija del príncipe Juan Jorge II de Anhalt-Dessau.

## Biografía
Se casó el 8 de diciembre de 1716 en Berlín con el príncipe heredero Federico Luis de Wurtemberg (1698-1731), el único hijo varón del duque Everardo Luis de Wurtemberg. El matrimonio produjo dos hijos:
- Everardo Federico (1718-1719).
- Luisa Federica (1722-1791), casada con el duque Federico II de Mecklemburgo-Schwerin.

Enriqueta María murió el 7 de mayo de 1782, a la edad de 80 años, y fue enterrada en la cripta bajo la iglesia del Palacio de Köpenick, donde había pasado sus años de viudez. Su hija dispuso una placa de mármol negra en la cripta para conmemorar a su madre. En la década de 1960, el ataúd fue incinerado, con el permiso de la familia Hohenzollern, y la anteriormente cripta abierta (como la describe Fontane) fue tapiada. Su urna estaba enterrada debajo de la placa de mármol negro.